# Скотт Спен
Скотт Спен (англ. Scott Spann, 11 травня 1988) — американський плавець.
Учасник Олімпійських Ігор 2008 року.
Призер Панамериканських ігор 2007 року.